# تبراشت (آيت ابراهيم)
تبراشت هو دُوَّار يقع بجماعة أوتربات، إقليم ميدلت، جهة درعة تافيلالت في المملكة المغربية. ينتمي الدوّار لمشيخة آيت ابراهيم التي تضم 7 دواوير. يقدر عدد سكانه بـ 562 نسمة حسب الإحصاء الرسمي للسكان والسكنى لسنة 2004.

## روابط خارجية
- البوابة الوطنية للجماعات الترابية نسخة محفوظة 12 مارس 2018 على موقع واي باك مشين.
- المندوبية السامية للتخطيط